# (4696) Arpigny
(4696) Arpigny es un asteroide perteneciente al cinturón de asteroides, descubierto el 15 de octubre de 1985 por Edward Bowell desde la Estación Anderson Mesa (condado de Coconino, cerca de Flagstaff, Arizona, Estados Unidos).

## Designación y nombre
Designado provisionalmente como 1985 TP. Fue nombrado Arpigny en honor a Claude Arpigny, de la Universidad de Lieja, en reconocimiento a su trabajosobre la espectroscopia de alta resolución de los cometas.

## Características orbitales
Arpigny está situado a una distancia media del Sol de 2,856 ua, pudiendo alejarse hasta 3,018 ua y acercarse hasta 2,693 ua. Su excentricidad es 0,056 y la inclinación orbital 1,893 grados. Emplea 1763 días en completar una órbita alrededor del Sol.

## Características físicas
La magnitud absoluta de Arpigny es 12,4.